# HSV Clubsport
Der HSV Clubsport war ein Pkw der oberen Mittelklasse, den Holden Special Vehicles in Australien seit 1990 herstellte. Er stellte das Einstiegsmodell unter den Sportlimousinen von HSV dar. Der Wagen wurde seit Juli 2007 auch in Großbritannien als Vauxhall VXR8 und seit 2008 im nahen Osten als CSV CR8 angeboten.
Die erste Version des HSV Clubsport basierte auf dem Holden VN Commodore SS. Seitdem wurde zu jeder Commodore-Serie ein entsprechendes Clubsport-Modell aufgelegt.

## E-Serie (2006–2013)

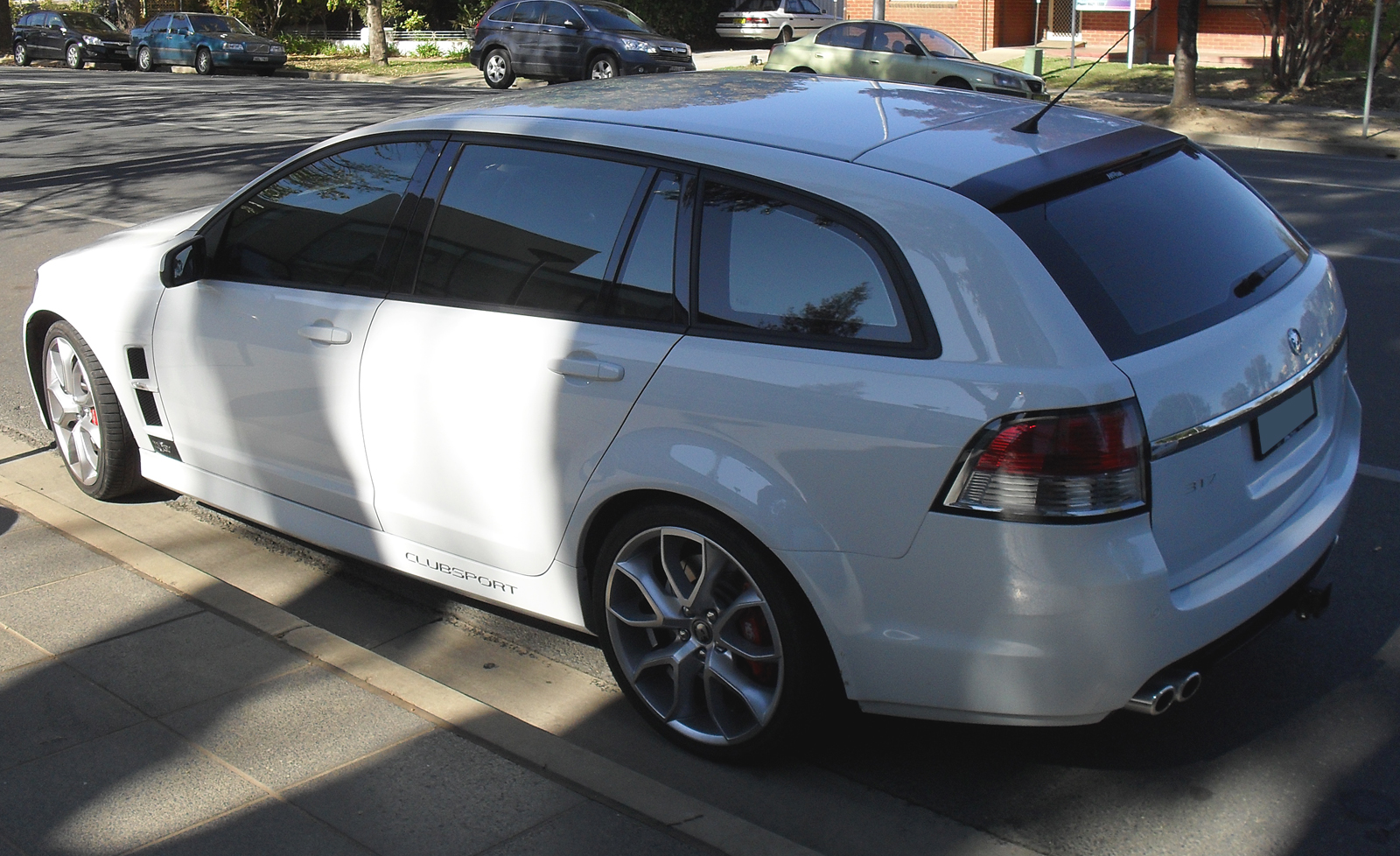
HSV Clubsport R8 Tourer (2008)

Das Modell Clubsport R8 basiert auf dem zeitgenössischen Holden VE Commodore. In der Modellpalette von HSV ist er das wichtigste Modell. Seit April 2008 besitzen alle HSV-Modelle den 6,2-l-V8-Motor LS3 anstelle des Vorgängermodells LS2. Der LS3 lieferte eine Leistung von 317 kW und ein Drehmoment von 550 Nm. HSV hat diesen Wechsel durchgeführt, da der LS3 als erster V8 mit Active Fuel Management ausgestattet war, welches einen deutlich geringeren Kraftstoffverbrauch im Normalbetrieb gewährleistete. Im September 2008 kam der Clubsport R8 Tourer heraus. Dies war die Kombiversion des R8 und basierte auf dem Holden VE Commodore Sportswagon.

### Fahrleistungen

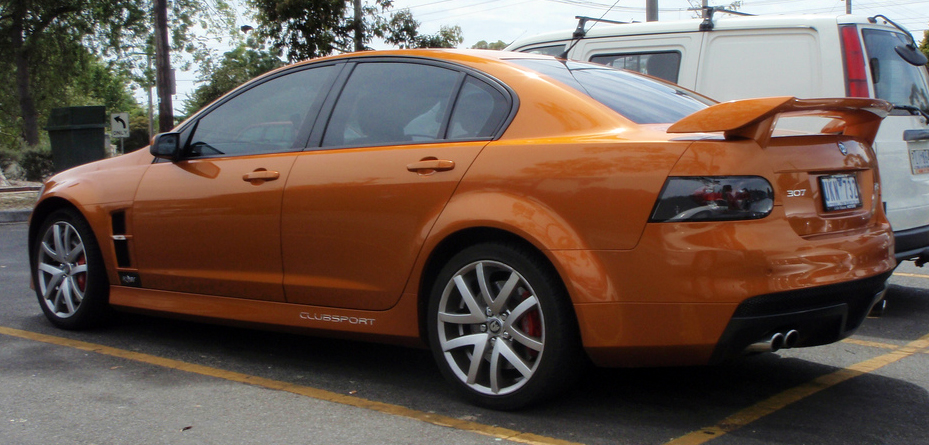
HSV Clubsport R8 der E-Serie (2006–2008)

Der R8 beschleunigt in der Schaltgetriebeversion in 4,8 s von 0 auf 100 km/h. In der Automatikversion benötigt er dazu 5,0 s. Seine Höchstgeschwindigkeit liegt bei 282 km/h, in der Exportversion für Großbritannien war er bei 250 km/h abgeregelt.

### Export nach Großbritannien und in die USA

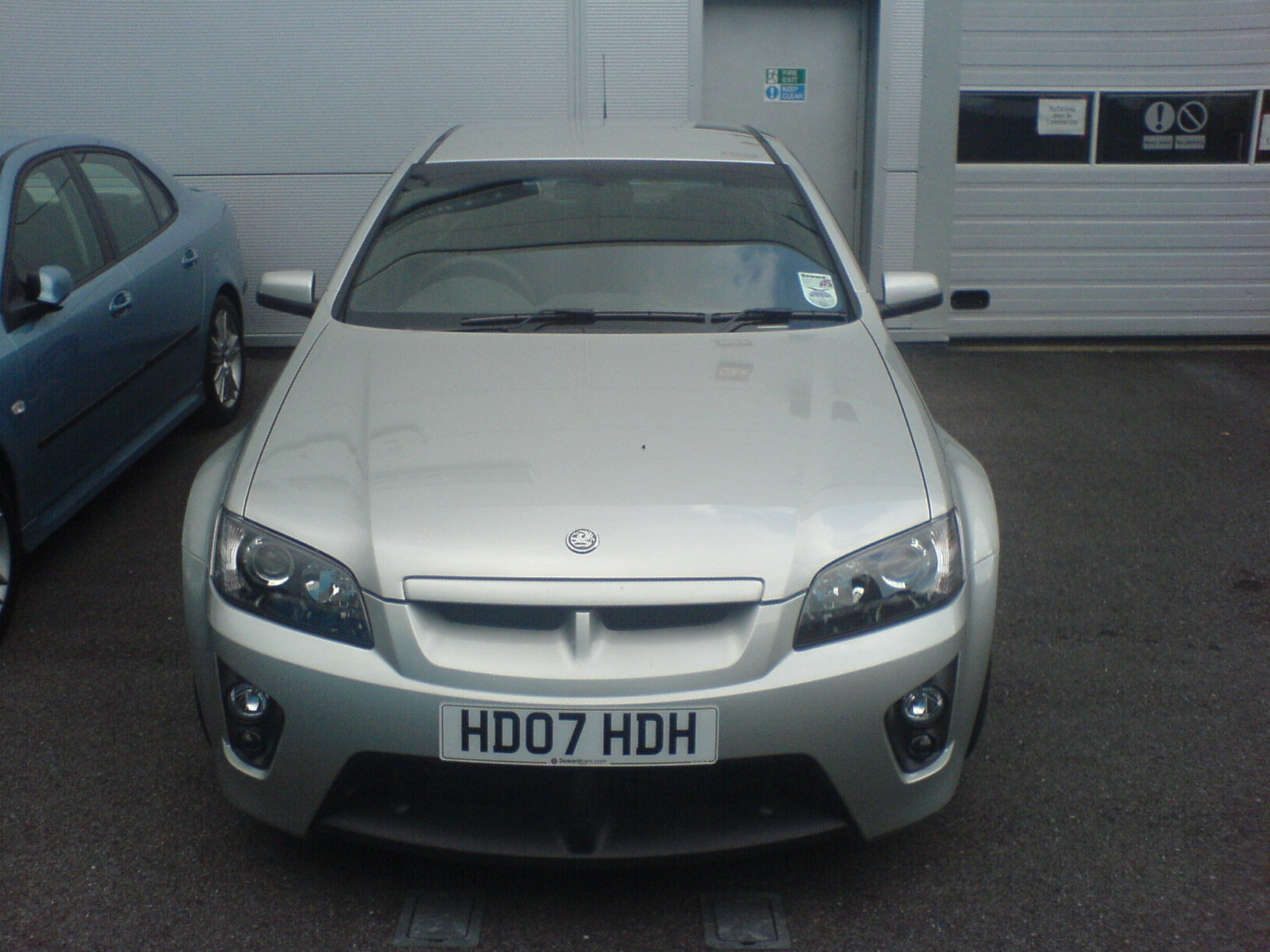
Vauxhall VXR8

350 HSV Clubsport R8 pro Jahr wurden als Vauxhall VXR8 offiziell nach Großbritannien exportiert; der Verkaufspreis betrug £ 35.105,--. Von den 110 Stück, die dort schon vor der ersten Auslieferung bestellt wurden, wurden 100 Stück mit dem Loud-Exhaust-Paket (extra laute Auspuffanlage) geliefert, das von Wortec entwickelt wurde, es hat einen Ventilsatz, der die Leitung der Abgase entweder durch den serienmäßigen Auspuff oder den neuen Wortec-Auspuff erlaubt. Der V8-Motor der Reihe LS3 ist besonders bei Tunern in den USA beliebt, sodass Tuningteile vielfach zu bekommen sind. Der spektakulärste Umbau mit Werksgarantie war der £ 7.000,-- teure Kompressorbausatz, der die Motorleistung auf 390 kW brachte. Exporte in die USA wurden dort bis zum Ende der Marke Pontiac als Pontiac G8 GXP verkauft.

## F-Serie (2013–2017)
Ende 2013 wurde die E-Serie durch die F-Serie abgelöst. Technisch unterscheidet sie sich nur wenig vom Vorgänger. Diese Version wird als Chevrolet SS in den Vereinigten Staaten angeboten.